# Etapa de Curitiba da Stock Car Brasil
A etapa de Curitiba era uma das principais corridas da Stock Car Brasil, eram realizada duas vezes por temporada.

## Vencedores
| Ano  | Primeira corrida   | Primeira corrida | Primeira corrida | Segunda corrida  | Segunda corrida  | Segunda corrida |
| Ano  | Piloto             | Equipe           | Resumo           | Piloto           | Equipe           | Resumo          |
| ---- | ------------------ | ---------------- | ---------------- | ---------------- | ---------------- | --------------- |
| 2011 | Thiago Camilo      | RCM Motorsport   | Detalhes         |                  |                  | Detalhes        |
| 2010 | Allam Khodair      | Full Time        | Detalhes         | Diego Nunes      | Bassani Racing   | Detalhes        |
| 2009 | Valdeno Brito      | RCM Motorsport   | Detalhes         | Ricardo Maurício | RC Competições   | Detalhes        |
| 2008 | Ricardo Maurício   | WA Mattheis      | Detalhes         | Ricardo Maurício | WA Mattheis      | Detalhes        |
| 2007 | Rodrigo Sperafico  | Action Power     | Detalhes         | Cacá Bueno       | RC Competições   | Detalhes        |
| 2006 | Antônio Jorge Neto | RC Competições   | Detalhes         | Thiago Camilo    | Vogel Motorsport | Detalhes        |
| 2005 | Cacá Bueno         | Action Power     | Detalhes         | Ingo Hoffmann    | AMG Motorsports  | Detalhes        |